# Štrbské Pleso

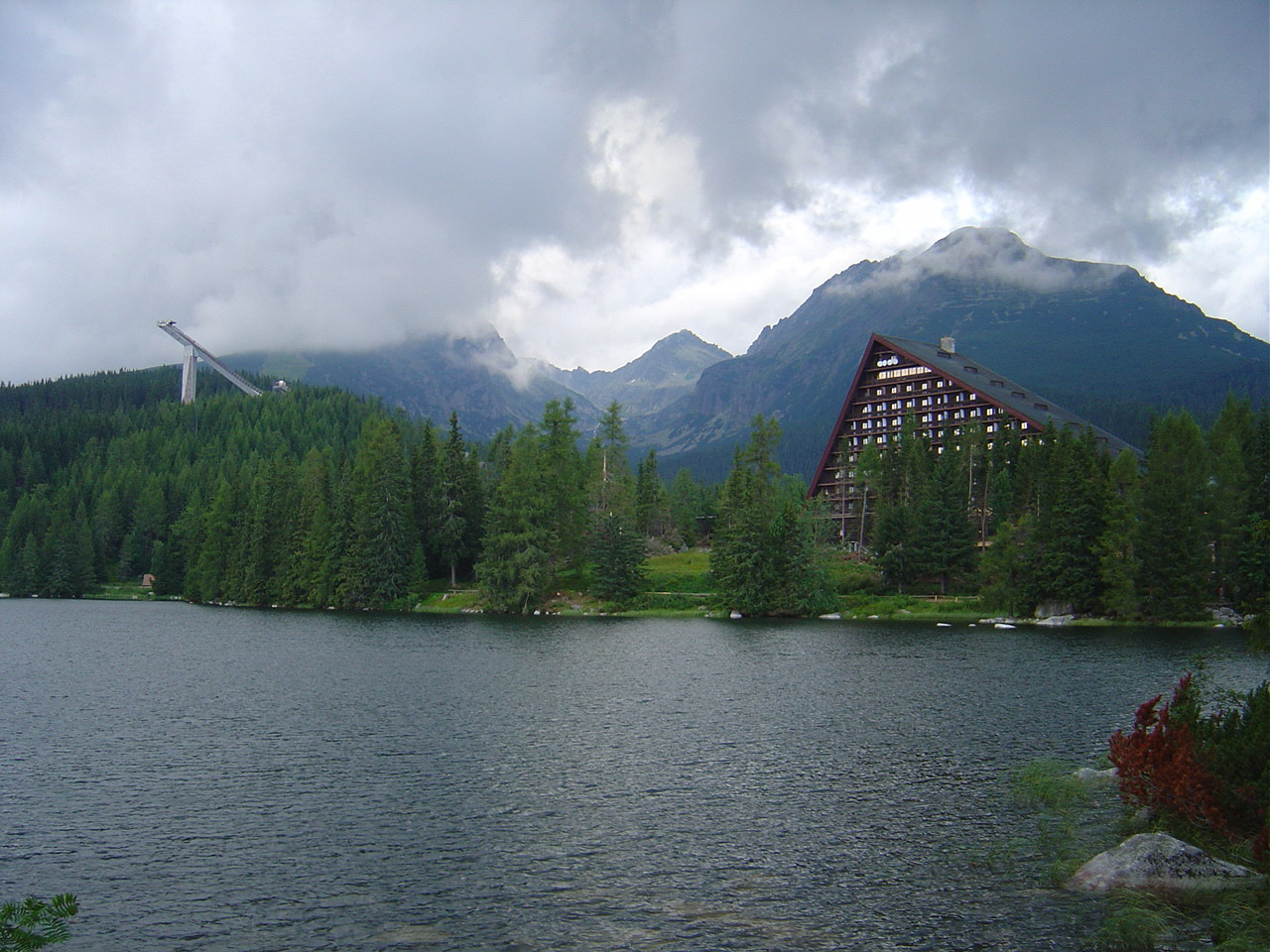
Lago di Štrbské pleso, con salto per gli sci e hotel

Štrbské Pleso è un villaggio e un centro benessere situato negli Alti Tatra, in Slovacchia. Prima del 1990 era un comune separato, mentre ora fa parte del nuovo comune di Vysoké Tatry, nel distretto di Poprad.
La prima menzione del villaggio risale al 1872, quando Jozef Szentiványi, signore locale, vi costruì una residenza per giocatori al lago Štrbské pleso (scritto con una P minuscola), dal quale il villaggio deriva il suo nome. La residenza fu notevolmente modernizzata negli anni settanta del XX secolo, con la costruzione di altri hotel e il nuovo trampolino MS 1970 in sostituzione dell'ormai inagibile Jarolímek.
Il villaggio è collegato a Poprad tramite la Ferrovia elettrica dei Tatra.